# EFE Valparaíso
EFE Valparaíso (anteriormente conocida como Metro Regional de Valparaíso S.A., o conocida simplemente como Merval) es la sociedad administradora del Tren Limache-Puerto de Chile, constituida el 3 de noviembre de 1995. Es una filial de la Empresa de los Ferrocarriles del Estado. Entre 1995 y 2005 su nombre era sinónimo del antiguo sistema de tren de pasajeros interurbano y regional de Valparaíso.
Puso a funcionar brevemente en 1992, sin éxito, el antiguo servicio de pasajeros Santiago-Valparaíso, descontinuado desde 1986. El transporte de carga lo asume el Ferrocarril de Pacífico desde 1990.
En mayo de 2021 fue renombrada como «EFE Valparaíso», la cual opera el servicio denominado Tren Limache-Puerto.